# 阿提卡希臘語
| 西部群組: 多利亞 西北方言 | 中部群組: 伊歐里斯 阿卡狄亞-塞浦路斯 | 東部群組: 阿提卡 愛奧尼亞 |
| 亞該亞                    |                                      |                           |

阿提卡希臘語（英語：Attic Greek），又稱雅典方言，是種古希臘語方言，約在西元前 500 – 300 年間，在以雅典為中心的阿提卡地區使用。在诸古希臘語方言中，它最接近現代希臘語，并且是“古希臘語”所研習的標準形式。

## 起源和範圍
希臘語最早的書寫記錄是以線形文字B書寫的邁錫尼希臘語，可追溯到公元前 16 到前 11 世紀。但目前最早的希臘字母記錄是西元前 750 年的狄庇隆銘文，所以很難得知線形文字B和希臘字母間的詳細演化過程。
線形文字B之後的古希臘語文獻可被粗略劃分為三大方言群：
- 以伊歐里斯語為範本的中部群組。
- 以多利亞語為範本的西部群組。
- 以伊奧尼亞語為範本的東部群組。

其中雅典方言被視為東部群組的成員。
雅典方言原先的使用區域大致上包括阿提卡、埃維厄島、基克拉迪群島中部，和南部伊琴海沿岸的色雷斯(哈尔基季基半岛)。之後因為雅典城邦在文化上的優勢，加上被亞歷山大大帝奉為希臘的語言標準，並將之傳播到他所征服的廣大領土上，雅典方言壓過古希臘眾方言而演變成通用希臘語的核心。學者通常都以公元前 285 年(說希臘語的)托勒密二世登基來標誌通用希臘語的誕生。

## 字母
雅典方言又可以根據書寫系統的差異，以三十人僭主集团於西元前403年公告的拼寫改革為分界，之前稱為老雅典語（old attic greek）。而改革之後的字母基於伊奧尼亞字母，又被俗稱為歐幾里得字母（Euclidean alphabet）。事實上拼寫改革前，伊奧尼亞的拼寫法早就在私人的書信中廣為流傳，拼寫改革僅僅是規定政府的正式公告也須為"伊奧尼亞式"的拼寫。 
| 音素 | 老雅典  | 伊奧尼亞 |
| ---- | ------- | -------- |
| /ɛː/ | E       | Η        |
| /eː/ | Ε 或 ΕΙ | ΕΙ       |
| /ɔː/ | Ο       | Ω        |
| /uː/ | Ο 或 ΟΥ | ΟΥ       |
| /h/  | Η       | (無)     |
| /kʰ/ | Χ       | Χ        |
| /pʰ/ | Φ       | Φ        |
| /ks/ | ΧΣ      | Ξ        |
| /ps/ | ΦΣ      | Ψ        |

相較於現代字母，老雅典的子音字母： 
- 沒有 Ξ（代表/ks/），反而用  拼寫 /ks/ 。

- 沒有 Ψ（代表/ps/），反而用  拼寫 /ps/ 。

- Η 用來拼寫/h/，與後世所發明的粗气符有完全相同的功能。

母音字母方面，老雅典相對於現代正寫法有以下不同： 
- 現代以 ω 來拼寫 /ɔː/ ；但老雅典以 Ο 拼寫。
- 現代以 η 來拼寫 /ɛː/；但老雅典以 Ε 拼寫。
- 現代以  來拼寫 /uː/；但老雅典可能以  來拼寫。
- 現代以  來拼寫 /eː/；但老雅典可能以  來拼寫。

許多/uː/ 和 /eː/是由雙母音 /ou̯/ 和 /ei̯/ 於演變而來的，這些音老雅典保守地以  和  拼寫；但也有些 /uː/ 和 /eː/是語音的略縮或是补偿延长所造成的結果，這時老雅典就以  和  來拼寫。
注意到當時的正式布告都使用大寫，且當時並沒有變音符號標注音調（約西元前3世紀由拜占庭的阿里斯托芬所發明），也沒有约塔下標（大約於12世紀開始，由東羅馬帝國的學者用以區分因 Ι 的弱化所造成的歧異讀音），不知情的現代讀者可能為以為這就是古希臘通用的書寫系統，但實際上卻是以後世拼寫標準所抄錄的“古希臘語”。 

### 實例
| | |
| 雅典陶片放逐投票中，提議放逐地米斯托克利的陶片。 原文： 現代： 這塊陶片展示了老雅典的以下特徵： - 兼當現代書寫的 - 兼當現代書寫的 - 可被書寫為L型的 - 可被書寫為S型的 注意到＂地米斯托克利＂的最後兩個字母 是牛耕式書寫。 | 約西元前440-425年的法令布告。特別注意單字間沒有分隔。 注意第九行緊接著分隔號⟨：⟩後 原文： 現代： 翻譯： (It) seemed (good) (to) the Boule and the citizen, 議會與公民已決定… 還要注意到第七行最後一路接到第八行一開始的單字 原文： 現代： （形容词 的陽性複數主格） 翻譯：所有 這塊布告展示了老雅典的以下特徵： - 兼當現代書寫的 - 以 拼寫 - 用來拼寫/h/，與現代的粗气符有相同的功能 - 對應到現代拼寫的 和 的 不會縮小或下標 |

## 語音系統
下面列出雅典方言最顯著的語音特征。

### 元音
- 雅典-伊奧尼亞語把印歐語的  變為了  (長  變為 )；比如，拉丁語 / 雅典語 (“mother”)。雅典保持了在  之后的 : 雅典語 / 伊奧尼亞語 “country”。顯見的例外來自后續的語音變更: 雅典語 *korwā 變為 *korwē 變為 “girl”。
- 東部希臘語把原始印歐語的短  變為短 : / 。
- 雅典/伊奧尼亞語對換  和  來同化於隨后音節中的  或 : / “book”。
- 在早期的  或  變成  或  的情況下，雅典語有偽裝(非本源的)雙元音: /  來自 *esmi“I am”，這里的  延長來補充損失的 。
- 古希臘語  最初發音類似 food 中的 oo，在其他方言中被替代為 ，但在雅典語中發展成了類似法語的  或德語的 : 雅典語 , 皮奧夏語 “lord”。
- 在最初的長雙元音  中的  停止發音。中世紀的 iota 下標捕獲了這個事實。
- 在雅典語中  或  與隨后的  或  收縮為 ，與隨后的  或  收縮為 :  變為 “to conquer”；*Poseidāwōn 變為 *Poseidāōn 變為 “Poseidon”。但是  和隨后的  保持不收縮: (人名)；而相連的  變成偽裝雙元音 : *treies 變為 *trees 變為 “three”，而  和隨后的  變為偽裝的雙元音 : *geněsǒs 變為 *geněǒs 變為 “of a gens”。
- 在雅典語中  和隨后的短元音會變成  和隨后的長元音(數量交換): 史詩  而雅典語 “of a ship”；伊奧尼亞語  而雅典語 “of a king”。
- 有時省略相連的同一個音素為一個: 雅典語  而史詩 “help”。
- 長雙元音在 /s/ 前縮短。這出現在第三變格的與格複數中:- +  > ，而伊奧尼亞語 。

### 輔音
- 雅典語在伊奧尼亞語有  () 的地方通常有  ()。Buck 把它解釋為最初是 *ky 或 *chy- 變成了  接著變成了伊奧尼亞語的 ，比如 /“tongue”，來自 *glochya (Hofmann)。他還增加了在某些情況下的 *ty 和 *tw，比如 /“four”，拉丁語 quattuor。
- 雅典-伊奧尼亞語使用可移除的 ，即在以元音結尾的詞尾插入一個 ，用來防止與下一個詞開始處的元音相衝突，在某些語境下，比如與格或第三人稱複數結尾於 ；或第三人稱單數結尾於 ；或對於  如此。例如，“they speak to all”而 “they were speaking to all”。
- 雅典語在有史之前就失去了  (Ϝ): 皮奧夏語 , 雅典語 , “good”。
- 很多方言包括雅典語，把  或  前的  改為 : , 皮奧夏地名，雅典語 ；多利亞語 , 雅典-伊奧尼亞語 “thou”。
- 在雅典語中變成了 。
- 雅典語是 h-方言(Buck 的術語)之一；就是說 spiritus asper 或粗氣符典型的來去掉了的詞首  或 ，但是 h-方言保持送氣而其他方言不這樣: 雅典語  (*sist-), 克里特島語 “we stand”。

## 構詞
這里的構詞的含義是“詞的形成”。它還包括詞形變化，即通過后綴的變格或變位形式的形成，但這個主題包含在古希臘語語法中。
- 雅典語趨向用后綴 替代 “doer of”:  替代  “judge”。
- 雅典語形容詞結尾  和相應的名詞結尾，都是帶有雙元音  的雙音節，而在其他方言中替代為三音節的 : , 克里特島語 “constitution”都來自 ，這里的  去掉了。

## 語法
雅典希臘語語法在很大程度上就是古希臘語語法，至少在介紹后者主題的時候是主要關注雅典方言的特性的。本節只提及某些雅典特性。

### 變格
關於變格，詞幹是曲折的詞中格結尾要附加到的那部分。在 、 或第一變格陰性中，詞幹結尾於長 ，類似於拉丁語第一變格。在雅典-伊奧尼亞語中詞幹元音在單數時變為長  (eta)，除了在(只在雅典語中)在  后之外:  等“opinion”，而  等“goddess”。 
複數在這兩個案例中是不變的:  和 ，但是在的形成中其他語音變是更重要的。例如，最初的主格複數  被替代為 ，它不經歷  到  的變更。在少見的 詞幹陽性中，屬格單數服從 變格:  等。
在 、 或第二變格中，多數為陽性(此外一些陰性)，詞幹結尾於  或 ，類似於動詞形成，它由詞根加上的印歐元音變換的詞幹元音  或  依次構成。它等價於拉丁語的第二變格。在主格單數中希臘語  和拉丁語  的交替對於希臘語和拉丁語的讀者是很熟悉的。
在雅典希臘語中最初的屬格單數結尾於 *-osyo 在失去了  之后(在所有方言中都發生了)延長詞幹  為假性二合元音  (參見前面語音章節中的元音):  “the word”,  來自 *logosyo“of the word”。雅典-伊奧尼亞語的與格複數有 ，它出現在早期雅典語中但后來簡化為 : “to or for the men”。

## 古典阿提卡方言
古典阿提卡方言可以指公元前5、4世纪（古典希腊时期）用大写希腊字母书写的阿提卡希腊语，以及希腊化时代、罗马时代的标准化阿提卡希腊语，主要以雅典演说家的语言为基础，以安色尔体书写。
爱奥尼亚方言的-σσ对应阿提卡方言的-ττ ：
- 阿提卡 → 爱奥尼亚“舌”
- 阿提卡 → 爱奥尼亚“做”
- 阿提卡 → 爱奥尼亚“海”

### 次方言
- 阿里斯托芬所用的地方话及诗歌的方言。
- 修昔底德所用的方言（古阿提卡方言混合一些新词）。
- 公元前403年以前以阿提卡字母书写的古阿提卡铭文的方言与正字法。修昔底德所用的正字法与其相似。
- 阿提卡悲剧诗人的共通诗歌方言，与荷马希腊语、爱奥尼亚希腊语混合，用于插曲（ἐπεισόδιον，epeisodion）（合唱用传统的多利亚希腊语）。
- 雅典演说家、柏拉图、[10]色诺芬及亚里士多德等使用的规范阿提卡方言，是雅典主义模仿的对象，被认为是“标准”的阿提卡方言。

### 引用
1. ↑  Roger D. Woodard (2008), "Greek dialects", in: The Ancient Languages of Europe, ed. R. D. Woodard, Cambridge: Cambridge University Press, p. 51.
2. ↑  See the summary by Susan Shelmerdine, Greek Alphabet 的存檔，存档日期2006-09-08., the section in the Indo-European Database on the Greek Alphabet 的存檔，存档日期2006-11-02. and the ancientscripts.com site 的存檔，存档日期2006-10-18.
3. ↑   Goodwin and Gulick in "Greek Grammar"
4. ↑   from Goodwin and Gulick's classic text "Greek Grammar" (1930)
5. ↑  Mastronarde, Donald J. Mastronarde. . California. 2013: 15–16. ISBN 978-0520078444.
6. ↑  Allen, W. Sidney. . Cambridge University Press. 1968: 67–68 72–72.
7. ↑  這是間接受格與動詞  搭配使用的特殊慣用法 （页面存档备份，存于）
8. ↑  仅见于碑铭。古典阿提卡著作以安色尔体手稿传世
9. ↑  包括拜占庭时代的阿提卡方言。
10. ↑  柏拉图式诗歌风格

### 书籍
- Goodwin, William W. . Macmillan Education Ltd. 1879. ISBN 0-89241-118-X.
- Smyth, Herbert Weir. . Harvard University Press. 1920. ISBN 0-674-36250-0.
- Buck, Carl Darling. . The University of Chicago Press. 1955.

## 外部連結
- Greek Grammar on the Web[]
- Ancient Greek Tutorials （页面存档备份，存于） - provides attic Greek audio pronunciations of letters and words
- Textkit - Greek and Latin Learning Tools
- Smyth's Greek Grammar （页面存档备份，存于）
- Classical (Attic) Greek Online